# Cantonul Le Havre-2
Cantonul Le Havre-2 este un canton din arondismentul Le Havre, departamentul Seine-Maritime, regiunea Haute-Normandie, Franța.

## Comune
- Le Havre (parțial)